# 林木順
林木順（1906年4月3日—1934年失蹤），別名林木森，筆名林先烈，曾被出版社誤植為林目順，台灣南投人。日治時期台灣共產黨（日本共產黨臺灣民族支部）創始黨員之一。任黨書記長，並負責黨的組織工作，執筆台灣共產黨〈政治大綱〉與〈工農運動提綱〉。在「上海讀書會事件」身分暴露打斷返台計劃，因而留駐上海指導台共，聯繫日共黨中央，與陳來旺、林兌、林添進建立「東京特別支部」。在台共與新文協領導者連溫卿路線爭論的議題上，台共領導權漸漸讓渡給在台灣的謝雪紅黨中央。

## 生平
林木順出生於南投小半山，後遷居草鞋墩月眉厝363番地（今南投縣草屯鎮）。就讀草鞋墩公學校的老師西川政藏鼓勵林木順報考台北師範學校。大正十一年（1922年）3月，林木順自草鞋墩公學校畢業。:494月17日入學台北師範學校（今臺北市立教育大學），在台北師範時期，林木順與來自新莊郡的李肇基（即後來的李友邦）、羅東街的鄭泰聰成為莫逆之交，結拜為兄弟。:50受台灣文化協會思想啟蒙，大正十三年（1924年）與李友邦等師範學校同學襲擊臺北新起街派出所(新起街派出所事件)，同年3月19日林木順因「性行不良」遭退學，:52後同李友邦赴上海，行前在草屯認識謝雪紅。

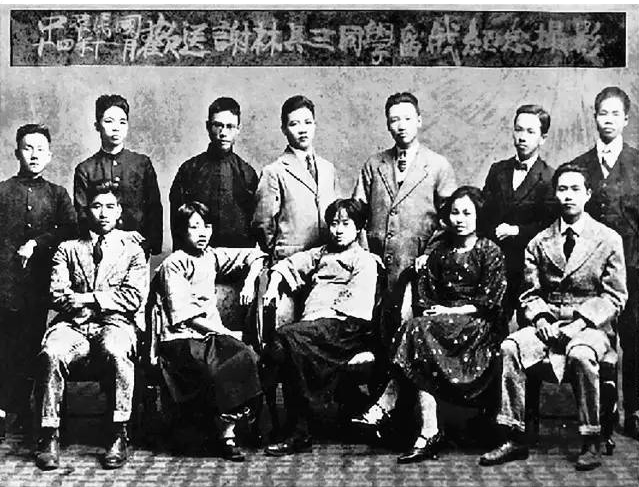
1925年由上海大學派赴莫斯科留學前的謝雪紅（前排右二）與林木順（後排右一）等人合影留念

兩人到上海後同居，入读上海大学，並加入日本共產黨（依據Russian State Archive for Social and Political History in MoscowРГАСПИ  532/1/462/20記錄）；1925年底到達蘇聯莫斯科，先入學於莫斯科中山大學（蔣經國也在這年入學），後因語言問題，與謝雪紅改進東方勞動者共產主義大學日語班。留學期間正遇上日本共產黨山川主義與福本主義的辯論，與謝雪紅列席了日共內部的辯論，認識了片山潛、德田球一、渡邊政之輔、佐野丈夫、福本和夫、風間丈吉。後由共產國際對福本主義與山川主義的批判，成為了日本共產黨《一九二七年綱領》的基礎。在第三國際依1922年東方問題的綱領的指示下，日共負責指導林木順與謝雪紅籌建台灣共產黨的工作。
1927年返回上海後，同年赴東京與日本共產黨幹部渡邊政之輔與佐野學見面，受邀列席日共中央委員會，領取台共的《政治綱領》與《組織綱領》指示。抵達上海後聯絡翁澤生，根據日共的指示林木順與謝雪紅、翁澤生共同起草修改建黨提綱，林木順分析台灣社會結構與矛盾，擬定台灣共產黨《政治大綱》與《工農運動提綱》。
1928年4月15日台灣共產黨建黨大會在上海召開，林木順成為主要領導人之一，獲選為黨書記長，並負責黨的組織工作，政治大綱標舉「臺灣民族獨立、建立臺灣共和國」，日後並將「台灣民族」、「台灣革命」、「台灣獨立」的概念引進台灣，影響臺灣政治運動的發展。
在「上海讀書會事件」身分暴露打斷返台計劃，因而留駐上海指導台共，聯繫日共黨中央，與陳來旺、林兌、林添進建立「東京特別支部」。在台共與新文協領導者連溫卿路線爭論的議題上，台共領導權漸漸讓渡給在台灣的謝雪紅黨中央。
1929年3月東京支部被破獲後，加入中國共產黨，在上海與翁澤生組織「上海台灣青年團」，吸收上海台灣留學生並與台共聯繫，聲援朝鮮獨立。1929年與中國、朝鮮、台灣等幾個團體組成「上海青年反帝大同盟」，1930年4月遭到中國憲警逮捕，1931年4月出獄，期間台共在台灣遭到日警逮捕殆盡。
日本警察在1931年於上海展開針對台灣人的「上海臺灣反帝同盟」左翼成員搜捕，林木順雖成功逃脫，自從此便失去音訊。
關於林木順的消息，古瑞雲在《臺中的風雷》回憶：「到了香港後（228事件後），遇見一位在國民黨軍第五次圍剿江西蘇維埃時從瑞金逃出來的台灣人施萬青，據他說：『我在瑞金遇見過他，他在…（忘記了）…師政治部工作，後來聽說在和福建的蔡廷楷軍交戰時陣亡了。』」、「1978年作者去合肥拜訪林木順的叔叔林有泉（霧峰人，外科醫師，曾任安徽省醫院副院長）。林有泉說：『木順不是死於戰場，而是死於刑場。他後來從瑞金潛回上海從事地下工作。這期間他還常來看我，但我不知道他的住所。以後聽說在杭州被捕慘遭槍殺』」。
1948年在香港出版的「新台灣叢刊」一共出版六輯，其中第五輯《台灣二月革命》是第一部以台灣人觀點來記錄二二八事件的專書。《台灣二月革命》一書雖然署名為林木順所著，但真正作者是楊克煌。

### 書目
- 陳翠蓮《百年追求：臺灣民主運動的故事 卷一 自治的夢想》衛城出版

### 引用
1. 1 2 3  林炳炎. . 臺北市: 三民書局. 2013年2月初版. ISBN 978-957-41-9992-1.
2. ↑  林炳炎在《林木順與台灣共產黨的創立》否認「襲擊臺北新起街派出所」此說，林炳炎曾查看當時《臺灣日日新報》，如此重大學生反逆新聞，卻無找到相關資料。唯一記錄卻是李友邦遭槍決後台灣義勇隊成員所寫，基本上為孤證。且這起事件如屬實為刑事案件，同遭退學鄭泰聰在日治時期且能出任羅東郡職員。林炳炎認為退學原因在於1924年的遠足事件，是後世將該事件與1922年發生的北師事件弄混。見《林木順與台灣共產黨的創立》，50-57。
3. 1 2  .

## 外部連結
- 林炳炎《林木順在台北師範》 （页面存档备份，存于）
- ЛинЬ Мушунь 台灣獨立 （页面存档备份，存于） - 作者林炳炎為林木順侄，文章主角即林木順。
- 前衛出版社：台灣二月革命，林木順編 - 以林木順之名為編者的228事件記錄著作。